# 鈴木信也
鈴木 信也（すずき しんや、1975年6月11日 - ）は、日本の漫画家。神奈川県平塚市出身。血液型B型。

## 略歴
絵は幼い頃から好きで描いていたが、当時は漫画家になろうとは思っていなかったという。高校入学時にテニス部に入部するも、骨折により断念せざるを得なくなってしまい、その後に本格的に絵を描くことを始めた。
当時は実兄（原作担当）との共同制作で漫画を描いており、初作品（「自作のロボットを戦わせる科学部の話」とのこと）を実兄が『ジャンプ』の編集部へと持ち込みしたことがきっかけで、漫画家を志す。『ジャンプ』は原稿返却をしないため、「原稿は自分の手元に置いておきたい」との理由で『週刊少年サンデー』に投稿先を移し、高校卒業と同時に入賞。しばらくは『サンデー』でアシスタント業に勤しんでいたが、「実際に自分の描いている作品はジャンプ的である」という自己矛盾を感じ、再び『週刊少年ジャンプ』に原稿を持ち込む事となる。
『ジャンプ』では1998年『赤マルジャンプ』WINTERにて「鉄条 -TETSUJO-」でデビュー。

## 人物
作者曰く『Mr.FULLSWING』が「主人公・ストーリー共に『自分が描きたかったもの』に出会えた作品」であるとのこと。
幼少期はこせきこうじの野球漫画を読んで育ち、影響を受けた。
和月伸宏の元アシスタント。和月伸宏のアシスタント仲間だけでなく、岸本斉史や島袋光年とも親交があり、『Mr.FULLSWING』22巻のおまけページ「ミスターフリートーク」にて和月とアシスタント仲間と共に熱海旅行へ行ったことが記されている。尾田栄一郎からの愛称は「信也っぽ」。
趣味はゲームで、単行本のおまけページやブログに於いても、度々ゲームの話題が出てくる。コミックス内で自分はオタクであると書いたこともあった。また、「小学生の頃に徹夜で『ドラゴンクエストIII』をやっていたら、朝起きて来た親に、ファミコン本体をカセットが入ったまま窓から放り投げられた」というエピソードがある。
好物はマグロ、納豆、ナス。
2016年12月に緑内障を発症したことをブログで公表。以降は長期連載を持つ見通しが立たなくなり、育児漫画を中心とした活動を行うようになった。
現在2児の父である。

## 作品

### 漫画
- 鉄条 -TETSUJO-（『赤マルジャンプ』WINTER、『赤マルジャンプ』SPRING、『週刊少年ジャンプ』51号（全て1998年）、集英社）
- POOL SHOOTER（『週刊少年ジャンプ』2000年14号、集英社）
- Mr.FULLSWING（『週刊少年ジャンプ』2001年23号 - 2006年23号、集英社）
- チキンガン（『週刊少年ジャンプ』2007年6・7号、集英社）
- バリハケン（『週刊少年ジャンプ』2008年16号 - 52号、集英社）
- クロストレジャーズ（『Vジャンプ』2009年12月号 - 2010年5月号、集英社）
- ドラゴンバット（『別冊コロコロコミック』2010年12月号、小学館）
- 鬼畜の菊池くん（『ジャンプLIVE』、集英社）
- 元ジャンプ作家が育児に精を出してみた（『少年ジャンプ+』2017年3月22日 - 2018年5月2日更新分、集英社）
  - コミックスのタイトルは『娘へ -将来死にたくなったらコイツを読め- 元ジャンプ作家が育児に精を出してみた』。
- 元ジャンプ作家が○○について本気で考えてみた（『少年ジャンプ+』2018年5月16日 - 2019年2月6日更新分、集英社）
- メダル進呈！隊長を勝手に表彰団（『MAMOR』vol.147（2019年3月20日号） - vol.158（2020年2月21日号）、扶桑社）

### その他
- クロストレジャーズ（ニンテンドーDS、キャラクターデザイン、2009年12月3日）
- 探検!!ワシの街!!（SUUMO、 2017年9月28日）[3]

## 関連人物
- 和月伸宏
  - 和月組
    - いとうみきお
    - 尾田栄一郎
    - しんがぎん
    - 武井宏之
- 岸本斉史
- 島袋光年

### アシスタント
- 村瀬克俊
- 小倉祐也